# Ophiomoeris obstricta
Ophiomoeris obstricta är en ormstjärneart som först beskrevs av George Richard Lyman 1878.  Ophiomoeris obstricta ingår i släktet Ophiomoeris och familjen Hemieuryalidae. Inga underarter finns listade i Catalogue of Life.